# Феодальні сходи

Феодальна піраміда

Феода́льні схо́ди (феодальна драбина, або «феодальна ієрархія», або «феодальна піраміда») — система взаємопідпорядкування всередині класу феодалів, заснована на відносинах «сеньйор — васал». На вищих «сходах» перебували найбільші, на нижчих — середні, ще нижчих — дрібні феодали. Така організація дістала назву феодальних сходів. Обумовлена така модель відносин умовним характером феодальної земельної власності та ієрархічною структурою, що допомагала забезпечити панування феодалів в умовах відсутності сильної централізованої влади у період роздробленості.
У X—XI ст. Феодальні держави Західної Європи являли собою нестійкі об'єднання сеньйорій (повітів-держав). Лише у XI ст. була вироблена політична структура феодального суспільства, склалось ієрархічне підпорядкування окремих феодалів один одному.
Головою держави ставав верховний сюзерен, йому підпорядковувались великі світські та духовні князі, його безпосередні васали. Юридично вони підкорялись голові держави, та фактично — були незалежними. Вони мали право оголошувати війну та заключати мир, карбувати власну монету, здійснювати судочинство, видавати закони на своїй території, а також там існувало правило: "васал мого васала не мій васал". У найкращому випадку вони вважали себе рівними із сюзереном, у найгіршому — могли розпочати війну проти нього.
Великим князям підпорядковувались дрібніші феодали, також тільки формально. Баронам підкорялись ще дрібніші лицарі. Таким чином, феодальна ієрархія йшла до феодів так званих «однощитних» лицарів, тобто лицарів, які були васалами сеньйора, та самі вже не могли мати васалів. Вони і завершали феодальну піраміду.